# 2011. júniusi Dzsiszr esz-Szugúr-i hadművelet
2011. június 4-én a szíriai polgárháború alatt a Szíriai Hadsereg támadást indított Dzsiszr esz-Szugúr városánál. A kormány szerint terrorista csoportokat vettek célba, miközben a szíriai ellenzék szerint csak a demokrácia párti tüntetőkkel akartak leszámolni. A hadművelet 2011. június 12-ig tartott.

## A hadművelet
Június 4-én feldühödött tüntetők tűz alá vettek egy épületet, ahonnét azelőtt a biztonsági szolgálat emberei tüzeltek egy gyászmenet tagjaira. Miközben a tüntetők elfoglaltak egy rendőrségi irodát, nyolc rendőr meghalt, majd az új gazdák fegyvereket zsákmányoltak. Másnap folytatódott a felkelők és a biztonsági szolgálat összecsapása. A biztonsági szolgálat több tagja is átállt a tüntetőkhöz, miután a rendőrség és a titkosszolgálat több olyan tagját is kivégezték, akik nem nyitottak tüzet a polgárokra. Kezdetben az ellenzék azt mondta, a felkelés többi hadműveletéhez hasonlóan most is polgári tüntetőket öltek meg.
Június 6-án az állami televízió azt állította, ismeretlen eredetű fegyveresek rátámadtak a városban a biztonsági csoportok tagjaira. Ezen jelentések szerint először rendőrök egy csoportját lepték meg, akik azért mentek ki a helyszínre, mert lakossági bejelentés alapján ismeretlen fegyveresek terrorizálják őket. Itt 20 rendőrrel végeztek. Később megtámadtak egy rendőrségi parancsnoki központot, ahol a biztonsági erők további 82 tagját ölték meg. Egy fegyveres egy olyan postát támadott meg, majd robbantott fel, ahol újabb nyolc rendőr halt meg. Aznap a hírek szerint összesen 120 rendőrt öltek meg.
A Syria TV azt állította, több rendőr holttestét megcsonkították, többeket a folyóba dobtak. A kormány szerint áttörte a város egyik kerületének blokádját, miközben egy másik kerületnél még dolgoznak a blokád feloldásán. Az ellenzék szerint több katona megpróbált zendülni és a tüntetőkhöz akart csatlakozni, de parancsnokaik megölték őket.
Az Al Jazeera szerint „török tisztviselők azt mondták, több mint 4000 szíriai lépte át Törökország határát. Az ország miniszterelnöke, Recep Tayyip Erdogan azt mondta arra az Aszad elnökre, akit korábban „testvérének” nevezett, hogy „barbár módon” bánik a népével.”
A szíriai biztonsági erők június 12-én korán délről és keletről támadást indítottak a város ellen, melyben több mint 200 katonai járművet – többek között tankokat és helikoptereket – is bevetettek.” A szíriai állami média szerint a hadsereg „fegyveres egységekkel és fegyveres szervezetek tagjaival” vették fel a harcot, akik „állásokat építettek ki Dzsiszr-esz-Szugúrban és környékén.” Szemtanúk szerint azonban mire a hadsereg megkezdte a támadását, a város szinte teljesen kiürült. Miközben a város lakosai arról beszéltek, hogy a területet tüzérséggel lőtték, egy katonai vezető azt mondta, a katonák csak a korábbi halálos esetek felelőseit keresték, és tüzérséget nem vetettek be.